# Marmor

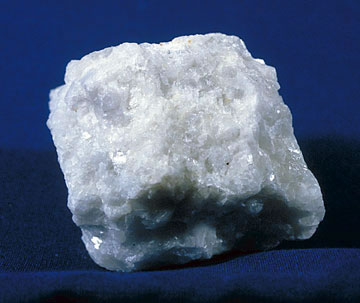
Marmor.

Marmor är en metamorf bergart som till stor del består av kalkspat. Strukturen kan vara fin- eller grovkornig. Marmor bildas genom att kalksten utsätts för höga tryck och temperaturer vilket medför att den ursprungliga bergartens kemiska sammansättning och kristallstruktur ändras. 
Eftersom marmor är en relativt lättbearbetad bergart och har ett tilltalande utseende har man använt bergarten som byggnadssten och ornamentssten över hela världen under tusentals år.
Ren marmor är vit, men föroreningar av olika slag är vanliga och ger då bergarten olika färger, i ett ofta flammigt mönster, det som vi brukar kalla för marmorerat.
Marmor är vanligt förekommande i det svenska urberget. Svenska varianter av marmor är ekebergsmarmor, gropptorpsmarmor och kolmårdsmarmor.

## Bilder

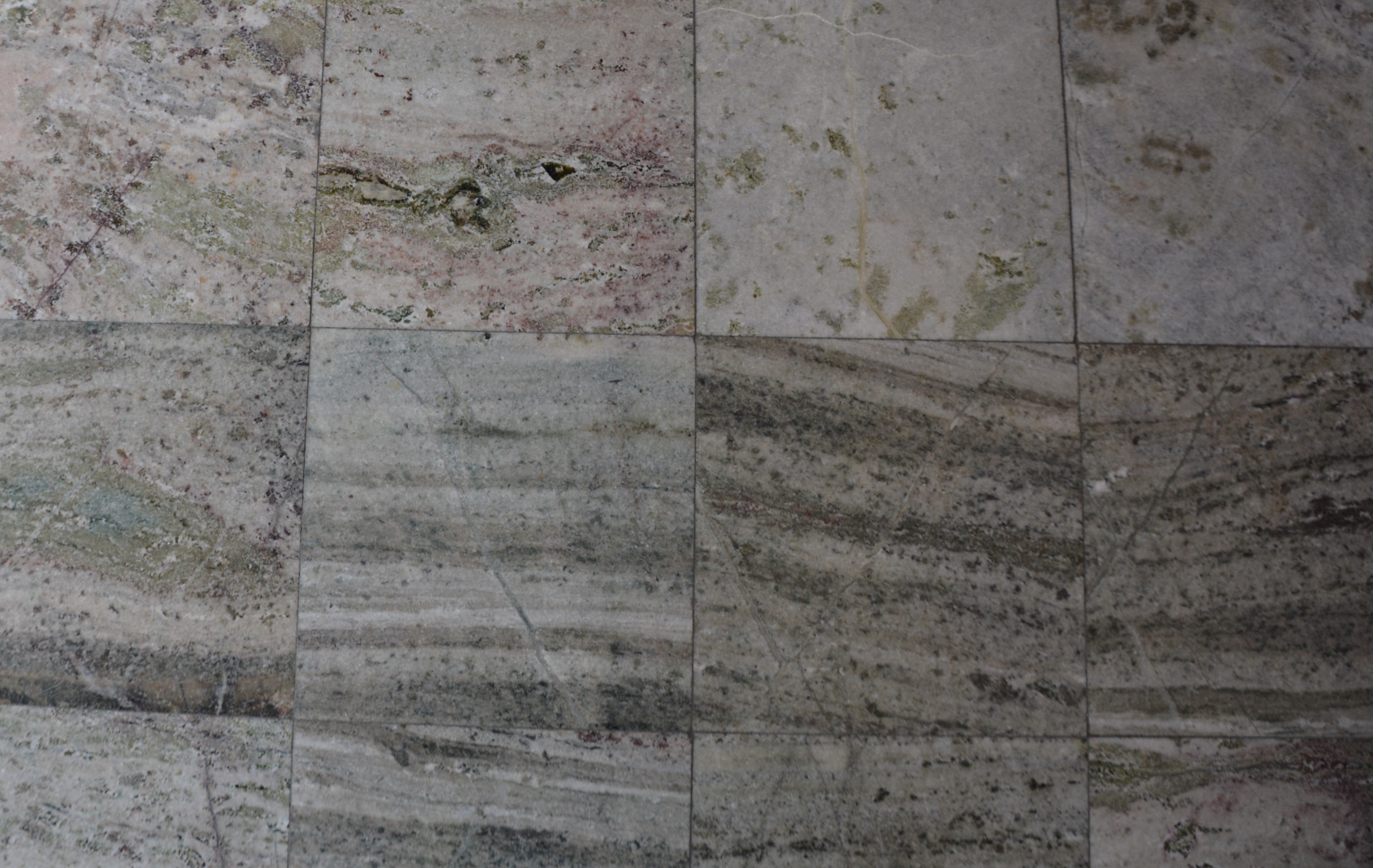
Golv i gropptorpsmarmor.
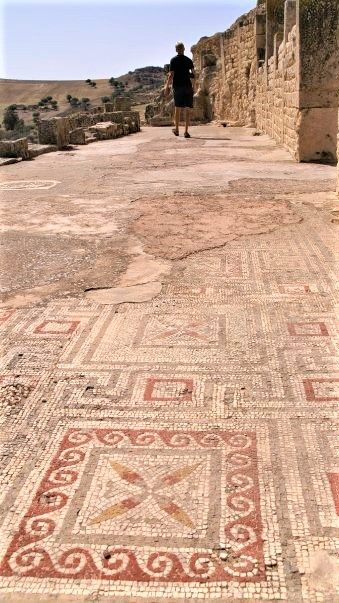
Välbevarad marmorgolv i Tunisien.